# Лайтенбах
Лайтенбах (нем. Leitenbach) — река в Германии, протекает по земле Бавария. Длина реки — 17,3 км, вместе с истоком Шеслицер-Эллернбах (в верховьях Эллернбах) — 24,62 км. Площадь водосборного бассейна — 115,95 км².
Образуется Лайтенбах на территории Шеслица при слиянии небольших речек Вюргауэр-Бах и Шеслицер-Эллернбах. Высота истока 302 м. Высота устья 235 м. Впадает в Майн.
Речной индекс — 24192. Система водного объекта: Майн → Рейн → Северное море.